# Cubaris acapulcensis
Cubaris acapulcensis är en kräftdjursart som beskrevs av Stanley B. Mulaik 1960. Cubaris acapulcensis ingår i släktet Cubaris och familjen Armadillidae. Inga underarter finns listade i Catalogue of Life.